# رامبرانت (فیلم ۱۹۴۰)
«رامبرانت» (انگلیسی: Rembrandt (1940 film)) فیلمی در ژانر درام است که در سال ۱۹۴۰ منتشر شد.